# Gastronomía de Nauru

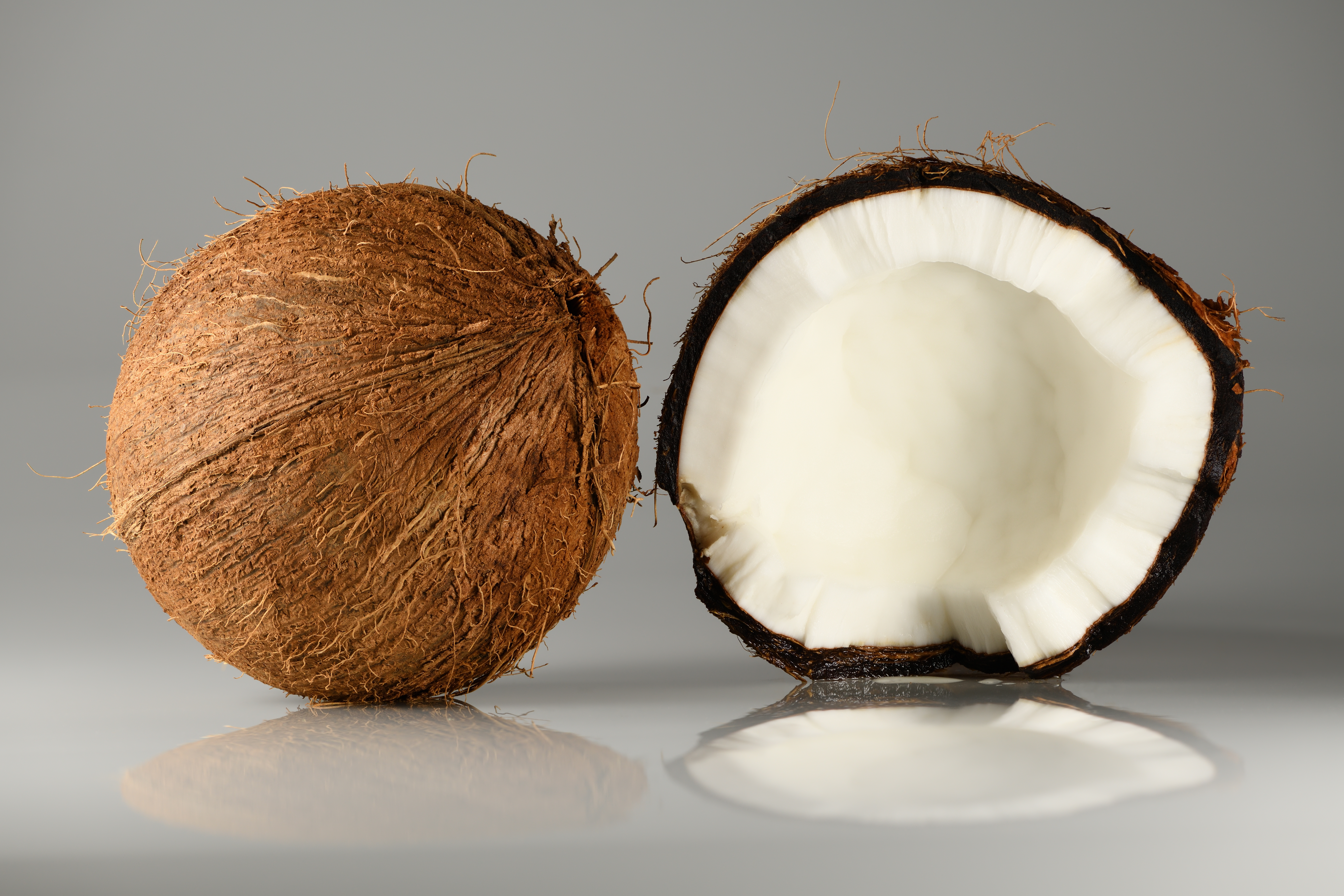
El coco, uno de los alimentos básicos del pueblo nauruano.

La gastronomía de Nauru es la cocina tradicional de esta pequeña isla soberana del océano Pacífico. Al ser un país insular, su comida está muy ligada al mar y sus productos. Debido a la diversidad de los habitantes del país, la cocina es muy diversa.
Con un 71.7%, Nauru tiene el índice más alto del mundo de obesidad.

## Comidas básicas

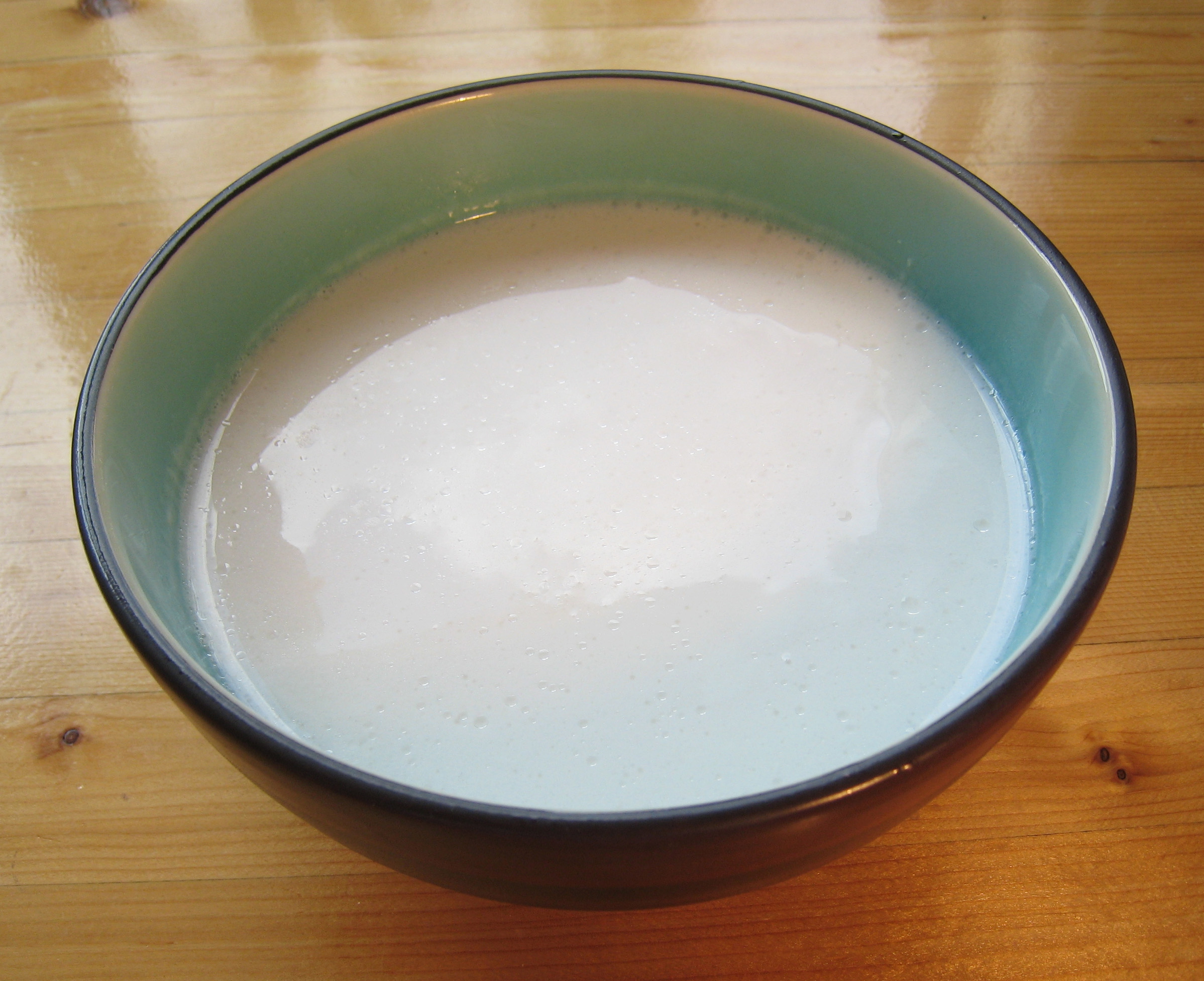
Leche de coco.

Al igual que sus otros vecinos isleños, los nauruanos consumen una gran cantidad de mariscos, así como alimentos hechos de cocos y plátanos. La leche de coco también se usa ampliamente en la cocina nauruana.

## Influencias
La gastronomía nauruana está muy influenciada por la gastronomía de China. Los chinos son la principal comunidad extranjera del país, y hay varios restaurantes chinos en la isla, especialmente en Yaren. En 2010, había 138 restaurantes chinos en Nauru, en un país de apenas 10.000 personas.
La cocina nauruana también muestra una fuerte de la gastronomía occidental.

## Tradiciones
La mayoría de los nauruanos son cristianos y miembros de la Iglesia Congregacional de Nauru. A menudo celebran la Navidad con pasteles hechos de plátano y coco.
Algunos postres, como la mousse de coco, se consumen en ocasiones especiales.